# Germano-Baltes
Les Germano-Baltes ou Allemands des pays baltes (Deutschbalten ou Baltendeutsche en allemand) sont des populations de culture et de langue allemande, minorité dominante installée dans les pays baltes et notamment en Estonie et en Lettonie (plus particulièrement en Courlande), pays qui ont appartenu à l'ordre Teutonique dont les chevaliers sont devenus, en adoptant la Réforme, des barons baltes. La plupart d'entre eux ont dû quitter cette région en 1940 à la suite du pacte Hitler-Staline de 1939, qu'ils aient été déplacés en Allemagne nazie et en Pologne occupée (les Allemands purs), ou bien déportés vers la Sibérie ou le Kazakhstan (les mischung Volksdeutsche, familles mixtes dont le Reich ne voulait pas). Ce fut alors la fin de sept cents ans de présence germano-balte dans ces pays.
Bien que la Lituanie n'ait pas connu la domination des barons baltes, les deux mille Allemands lituaniens peuvent être considérés comme des Germano-Baltes.
Depuis l'indépendance des trois pays (1991), certains descendants des anciens propriétaires ont racheté leurs anciens patrimoines (notamment les châteaux) et s'y sont installés. Dans la décennie 2000 on dénombrait encore 3 300 Germano-Baltes en Lettonie (0,16 % de la population) et 1 900 en Estonie (0,14 %).

## Histoire

### Moyen Âge
Au XIIe siècle, la colonisation germanique commence dans les pays baltes avec l'arrivée de missionnaires et de commerçants dans les régions côtières peuplées de polythéistes d'origine balte ou finno-ougriennes (Livoniens et Estoniens). C'est le début des croisades nordiques, qui ne se termineront qu'en 1227 pour ce qui concerne la Livonie.
En 1184, la première église est construite. En 1199, Albert de Buxhoeveden est nommé évêque de Livonie ; il fonde Riga en 1201. Dès la fin de la conquête du pays par les chevaliers Porte-Glaive en 1227, alors que les campagnes restent très majoritairement baltes et païennes (de manière officieuse plusieurs siècles après les Croisades), la majorité de la population urbaine est composée de Germaniques au sens large : Allemands à Riga et Memel (Klaipėda), Danois à Reval (Tallinn).
Cependant, le maintien de leurs possessions est difficile et, dès 1236, les chevaliers Porte-Glaive sont vaincus par les Samogitiens et les Sémigaliens alliés contre l'envahisseur. Leur second grand-maître, Volkwin, est tué. Tant bien que mal, avec l'aide des chevaliers teutoniques, croisés installés en Prusse, ils soumettent la Livonie et incorporent l'Estonie danoise (1346).

### Époques moderne et contemporaine

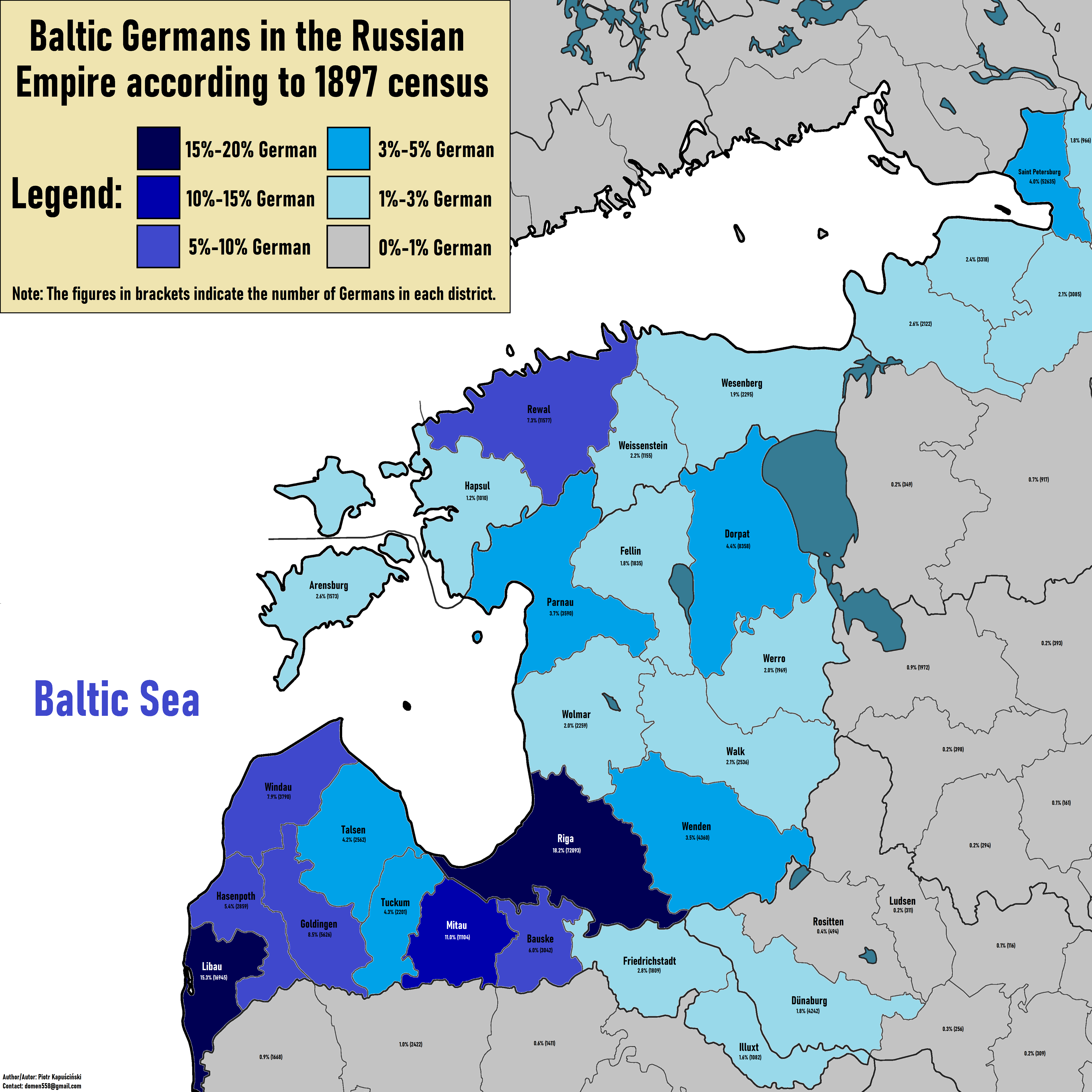
Proportion d'Allemands dans les provinces baltiques de l'Empire russe en 1897 :
15% - 20%
10% - 15%
5% - 10%
3% - 5%
1% - 3%
0% - 1%

Au XVIe siècle, l'ordre se convertit au luthéranisme.
En 1561, devant les menaces suédoise et russe, les chevaliers teutoniques appellent la Pologne, leur ancien ennemi, à leur aide. Cette dernière est victorieuse de la guerre de Livonie et annexe la province. Un duché de Courlande, vassal de la Pologne, est créé pour le compte des chevaliers teutoniques.
Le peuplement allemand se développe à partir de la Courlande et de la Sémigalie (où l'allemand était la langue officielle avec le curonien[réf. nécessaire]), notamment par la création de plusieurs villes. Le duché atteint son apogée sous le duc Jacob Kettler.

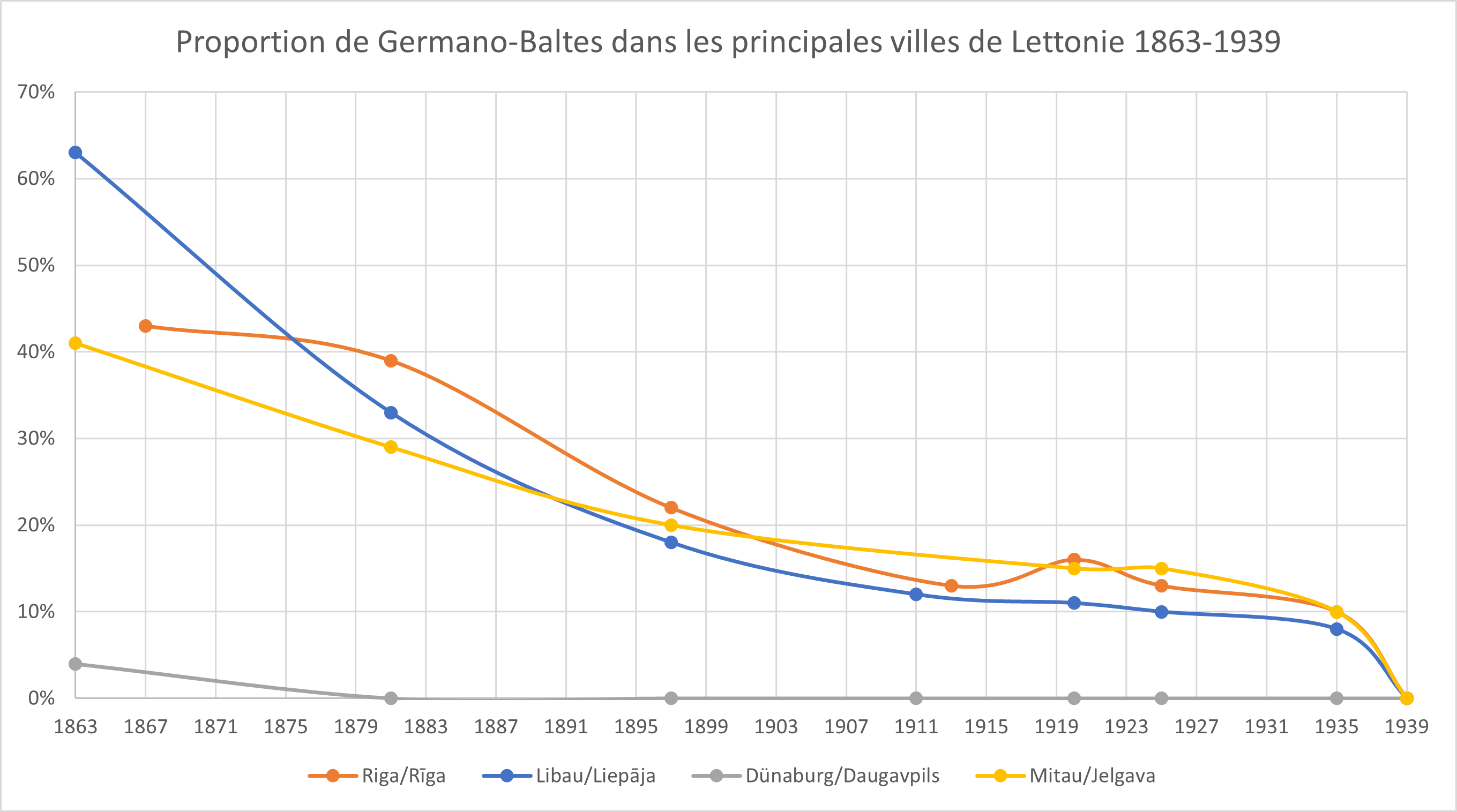
Baisse de la proportion de Germano-Baltes dans les principales villes lettones

Après 1721, Riga, peuplée majoritairement d'Allemands (avec des minorités lettonne, juive, polonaise et suédoise), est annexée par la Russie, et après 1795, la Courlande subit le même sort. Cependant, les Allemands profitent de cette période, le Tsar confiant l'administration de la région aux Germano-Baltes et maintenant les privilèges de l'aristocratie d'origine teutonique ou suédoise (les fameux barons baltes, devenus entre-temps protestants). Les barons baltes conservent leurs propriétés (fort vastes), leurs droits de juridiction sur leurs terres et leurs titres de noblesse (qu'ils soient allemands ou suédois), ce qui les intègre parmi les privilégiés du régime impérial. Il existe également un nombre important d'intellectuels et de commerçants à Riga, où ils représentent 42,9 % de la population en 1867.
En 1917, avec la chute en février de l'Empire russe et la révolution d'Octobre, une situation de plus en plus tendue finit en 1918 par dégénérer en guerre civile. Dans ce contexte, alors que les Estoniens, Lettons et Lituaniens aspirent pour certains à l'indépendance et pour d'autres au socialisme, les Germano-Baltes tentent d'abord de se rattacher à l'Empire allemand avec la création d'un duché balte uni, mais l'indépendance des pays baltes met fin à leur période de grandeur. La réforme agraire entreprise par les gouvernements baltes prive les barons baltes de leurs terres et un certain nombre émigre en Allemagne. Néanmoins, cette même indépendance leur permet de conserver leurs châteaux (et, pour les plus modestes, leurs maisons et leurs commerces) pendant encore 22 ans, alors qu'en Russie soviétique, le gouvernement bolchevique nationalise tous les biens de production, immeubles et fonciers.

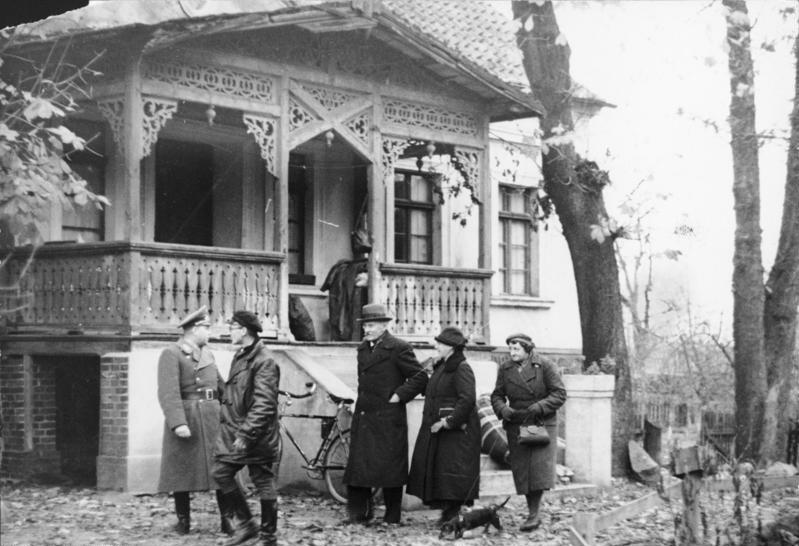
Accueil d'une famille d'Allemands de la Baltique en novembre 1939 auxquels on offre une maison dans le Warthegau, après l'expulsion de ses occupants polonais, en application de la politique dite de Heim ins Reich.

C'est pourquoi la plupart de Germano-Baltes reste dans les pays baltes : en 1935, ils représentent environ 3,19 % de la population (4e nationalité après les Lettons, les Russes et les Juifs) mais plus de 8 % de la population en Courlande, et on peut rajouter les 4,8 % de Juifs qui parlaient le yiddish, langue germanique.
Cependant, au lieu de s'allier avec ces derniers, une partie de la communauté s'isole et se laisse séduire par le mouvement nazi, qui a pris le pouvoir en Allemagne, essaimant chez les Allemands hors-frontières.
Les Germano-Baltes sont « rapatriés » dans le « Heimatland » (« mère patrie » en allemand) selon les dispositions du pacte Hitler-Staline de 1939 qui permet l'annexion des pays baltes par l'Union soviétique. Les Germano-Baltes sont employés pour coloniser la Pologne occupée. En 1944/45, fuyant devant l'offensive soviétique, les Germano-Baltes abandonnent leurs terres en Pologne et tentent de rejoindre l'Allemagne. Presque tous partent, mais peu arrivent en vie (voir expulsion des Allemands d'Europe de l'Est), l'Armée rouge ayant tué beaucoup d'Allemands, notamment dans le Wartheland.

## Colonisation germanique dans les pays baltes
Depuis 1170, les zones de peuplement se situent sur les terres suivantes (dénomination allemande) :
- Estland (Estonie) (en latin : Estonia) : Reval (Tallinn), Narwa (Narva).
- Livland (Livonie) (en latin : Livonia) : Rīga, Dorpat (Tartu).
- Kurland (Courlande) (en latin : Couronia) : Mitau (Jelgava), Windau (Ventspils), Libau (Liepāja).
- l'île d'Ösel (Saaremaa) : Arensburg (Kuressaare).

## Personnalités germano-baltes
- Rudolph  Ivanovitch Abel (1900-1955), espion soviétique
- Prince Michel Barclay de Tolly (1761-1818), feld-maréchal russe
- Fabian Gottlieb von Bellingshausen (1778-1852), amiral russe, explorateur de l'Antarctique, de l'Australie et de l'Océanie
- Famille von Benckendorff (depuis le XVe siècle)
- Comte Alexandre von Benckendorff (1781-1844), général russe
- Comte Konstantin von Benckendorff (1785-1828), général et diplomate russe
- Dorothea von Benckendorff (1785-1857), princesse de Lieven, épouse du prince Christophe de Lieven
- Friedrich Wilhelm Carl Berg (1843-1902), naturaliste argentin
- Ernst von Bergmann (1836 - 1907), chirurgien allemand
- Famille Biron de Courlande (depuis le XVIe siècle)
- Princesse Dorothée von Biron (1793-1862), duchesse de Dino
- Harald von Bosse (1812-1894), architecte et peintre russe
- Nikolaï von Bünting (1861-1917), gouverneur d'Estland et gouverneur de Tver
- Famille von Buxhoeveden (depuis le XIIIe siècle)
- Baron Peter Clodt von Jürgensburg (1805-1867), sculpteur russe
- Famille von Dehn (depuis le XVIIe siècle)
- Anton Delwig (1798-1831), poète russe
- Franz Burchard Dörbeck (1799-1835), caricaturiste allemand
- Heinz Erhardt (1909-1979), musicien et acteur allemand
- Johann Friedrich von Eschscholtz (1793-1831), botaniste et naturaliste russe
- Baron Theodor von Fircks (1812-1872), écrivain russe
- Baronne Helena Petrovna von Hahn  (1831-1891), théosophe russe
- Adolf von Harnack (1851-1930), historien de l’Église allemand
- Nicolai Hartmann (1882-1950), philosophe allemand
- Gustavus Theodore von Holst (1874-1934), compositeur anglais
- Famille von Keyserling (Depuis le XVe siècle)
- Comte Eduard von Keyserling (1855-1918), écrivain allemand
- Comte Hermann von Keyserling (1880-1946), philosophe allemand
- Famille von Knorring (depuis le XVIe siècle)
- Baron Johann Adam von Krusenstern (1770-1846), explorateur et hydrographe russe
- Baron Johann Albrecht von Korff (1697-1766), ambassadeur russe
- Otto von Kotzebue (1787-1846), explorateur russe
- Adolph Theodor Kupffer (1799-1865), physico-chimiste russe
- Elisar von Kupffer (en) (1872-1942), artiste allemand
- Famille von Kursell (depuis le XVe siècle)
- Eva Oscarovna Kühn (it) (1880-1961), traductrice russe, épouse du ministre italien Giovanni Amendola
- Famille Lanskoï (depuis le XVIe siècle)
- Alexandre Dimitrievitch Lanskoï (1758-1784), un des favoris de Catherine II de Russie
- Comte Sergueï Stepanovitch Lanskoï (1855-1861), ministre de l'Intérieur d'Alexandre II de Russie
- Heinrich Lenz (1804-1865), physicien russe
- Jakob Lenz (1751-1792), dramaturge allemand
- Famille von Lieven (depuis le XVIIIe siècle)
- Prince Christophe de Lieven (1774-1839), diplomate, ambassadeur de Russie à Londres pendant 22 ans
- Comte Friedrich von Lütke (1797-1882), explorateur et géographe russe
- Frédéric Fromhold de Martens (1845-1909),  juriste et diplomate russe
- Baron Grégoire Ottonovich von Mëbes (en)  (1868-1934), franc-maçon, martiniste et occultiste russe
- Famille von Meyendorff (depuis le XVe siècle)
- Baron Theophil von Meyendorff (1838-1919), général russe
- Baronne Irene von Meyendorff (1916-2001), actrice allemande
- Ievgueni Karlovitch Miller (1867-1939), général russe, chef des Armées blanches dans le nord de la Russie pendant la guerre civile russe
- Comte Anton Vassilievitch Moller (1764-1848), amiral, chef d'Etat-Major de la marine impériale, membre du Conseil d'Etat et de l'Amirauté, ministre de la marine de  Nicolas Ier
- Famille von zur Mühlen (depuis le XVIe siècle)
- Famille von Osten-Sacken (depuis le XVe siècle)
- Prince Fabian Gottlieb von Osten-Sacken (1752-1837), feld-maréchal russe
- Wilhelm Ostwald (1853-1932), Prix Nobel de chimie allemand
- Famille von der Pahlen (depuis le XIIe siècle)
- Comte Peter Ludwig von der Pahlen (1745-1826), homme politique russe
- Famille Pilar von Pilchau (depuis le XVIIe siècle)
- Alexandre Rediger (ou Rüdiger) (1853-1920), général et ministre de la guerre russe
- Famille von der Recke  (depuis le XVIe siècle)
- Alexeï Ridiger (ou Rüdiger) (1929-2008), patriarche russe (Alexis II de Moscou)
- Paul von Rennenkampf (1854-1918), général russe
- Georg Wilhelm Richmann (1711-1753), scientifique russe
- Famille von Rosen (ou Rosen) (depuis le XIIIe siècle)
- Baron Georg Andreas von Rosen (1782-1841), général russe
- Baron Roman Romanovitch Rosen (1847-1921), diplomate russe
- Alfred Rosenberg (1893-1946), homme politique allemand
- Max Erwin von Scheubner-Richter (1884-1923), homme politique allemand
- Famille von Schilling (depuis le XIIe siècle)
- Alexander Schmidt  (1831-1894), physiologiste et médecin russe
- Thomas Johann Seebeck (1770-1831), physicien allemand
- Karl August Senff (1770-1838), peintre et graveur allemand
- Famille von Sievers (ou Sivers) (depuis le XVIIIe siècle)
- Comte Edward von Sievers (1900-1979), moine russe (père Samson)
- Maria Iakolevna von Sivers (1867-1948), actrice russe, épouse de Rudolf Steiner, fondateur de l'Anthroposophie
- Famille von Smitten (depuis le XVIIe siècle)
- Famille von Stackelberg (depuis le XIIIe siècle)
- Comte Gustav Ernst von Stackelberg, diplomate, ambassadeur de l'Empire de Russie, signataire au Congrès de Vienne en 1812-1815, chambellan, conseiller privé de l'empereur Alexandre Ier de Russie
- Friedrich Georg Wilhelm von Struve (1793-1831), astronome russe
- Famille von Tiesenhausen (depuis le XIIe siècle)
- Comtesse  Dorothea von Tiesenhausen  (1804-1863), salonnière russe
- Comte Ferdinand von Tiesenhausen (1782-1805), militaire russe
- Baron Hans-Diedrich von Tiesenhausen (1913-2000), militaire allemand
- Baron Woldemar von Tiesenhausen (1825-1902), orientaliste et numismate russe
- Famille von Toll (depuis le XIe siècle)
- Comte Sergueï von Toll (1848-1923), juriste et gouverneur russe
- Valentin Tomberg (1900-1973), juriste et anthroposophe russe
- Édouard Ivanovitch Totleben (1818-1884), général russe
- Famille von Uexküll  (depuis le XIIIe siècle)
- Jakob von Uexküll (1864-1944), biologiste allemand
- Famille von Üxküll-Gyllenband (depuis le XVIIe siècle)
- Famille von Ungern-Sternberg (depuis le XIIIe siècle)
- Baron Roman Fedorovitch von Ungern-Sternberg (1886-1921), général russe, « Khan » de Mongolie, dit « le baron fou »
- Famille von Vietinghoff (depuis le XIIIe siècle)
- Baron Otto Hermann von Vietinghoff (1722-1792), gouverneur russe de Riga
- Baronne Juliane von Vietinghoff  (1764-1824), femme de lettres et mystique russe
- Famille Wachtmeister (depuis le XVIe siècle)
- Comtesse Constance Wachtmeister (1838-1910), théosophe suédoise
- Carl Wenig (1830-1908), peintre russe
- Johann Gottlieb Wenig (1837-1872), peintre russe
- Comte Serge Witte (1849-1915), Premier ministre de Nicolas II
- Baronne Alexandra von Wolff-Stomersee (1894-1982), psychanalyste russe, épouse du prince italien Giuseppe Tomasi di Lampedusa
- Famille von Wrangel (depuis le XIIIe siècle)
- Baron Alexandre von Wrangel (1804-1880), général russe
- Baron Piotr Nikolaïevitch Wrangel (1878-1928), général russe, chef des Armées blanches dans le sud de la Russie pendant la guerre civile russe